# Вебстер, Мэри Энн
Мэ́ри Энн Ве́бстер (англ. Mary Ann Webster; 20 декабря 1874 — 26 декабря 1933, Лондон, Англия) — английская медсестра, цирковая артистка, страдавшая акромегалией и известная как «самая уродливая женщина в мире».

## Биография
Мэри Энн родилась в Лондоне в семье, где кроме неё было ещё семь детей. В молодости она работала медсестрой, на тот момент её внешность была вполне обычной. В 1903 году, в возрасте 29 лет, вышла замуж за Томаса Бивэна, в браке родила 4 детей. В возрасте 32 лет у неё начали проявляться симптомы заболевания. Она стала страдать от ускоренного роста и изменения черт лица, вскоре к этому добавились постоянные головные боли. В 1914 году её муж умер, с этого момента женщине пришлось самой содержать семью. В 1920 году она была нанята Сэмом Гумперцем для работы в Кони-Айленде. Здесь Мэри Энн провела оставшуюся часть жизни и участвовала в представлениях, в которых её позиционировали как урода. Также она появлялась на Всемирной выставке, пока не умерла 26 декабря 1933 года. К моменту смерти она была ростом 170 сантиметров и весила 76 килограммов.

## Использование образа
В начале XXI века фото Мэри Энн Вебстер было напечатано на поздравительных карточках, выпущенных английской компанией «Hallmark Cards». Но из-за того, что реакция публики на использование в качестве «средства рекламного бизнеса» изображения больной женщины была негативной, компания вскоре сняла их с продаж.